# Ivan Renč
Ivan Renč (* 23. března 1937 Praha) je český spisovatel a režisér.

## Život
Je synem básníka Václava Renče a otcem režiséra a herce Filipa Renče. Po absolvování oboru kamera na FAMU se věnoval především animovanému filmu jako asistent kamery a později režisér. Poté, co si vyzkoušel režii i hraných snímků, se definitivně vrátil k animovaným a loutkovým filmům a večerníčkům. Je mj. režisérem řady animovaných seriálů pro děti jako např. Honzík a Samuel aneb kudy vede cesta na sever nebo Štuclinka a Zachumlánek. Největší úspěch zaznamenal jeho snímek Loutka, přítel člověka, oceněný Zlatým medvědem na Berlinale 1982. V roce 1960 si zahrál hlavní roli v absolventském filmu Jana Němce Sousto. Režíroval hraný trezorový film Hlídač (1970) s Jiřím Hrzánem v titulní roli. Je autorem řady knih pro děti.

## Filmografie (výběr)
- 1965 Kouzelník
- 1967 Strážce majáku
- 1967 Jak jedna paní dostala psaní
- 1967 Meč
- 1968 V tunelu (krátkometrážní, hraný, hrají Oldřich Vízner, František Kovářík, hudba Luboš Fišer)
- 1968 Město ve smutku
- 1969 Snídejte v trávě! (krátkometrážní, hraný)
- 1970 Hlídač (celovečerní, hraný)
- 1971 Zpívající loď
- 1973 Sen rytíře Atributa
- 1974 Kuželky
- 1975 Velbloudí nápady (vypravěč Rudolf Hrušínský)
- 1975 O třech písmenkách
- 1977 Kačička Modropierko (výtvarník František Braun, vypravěč Gustáv Valach)
- 1978 Jeruzalemská ulice (vypravěč Rudolf Hrušínský)
- 1978 Daliborka (vypravěč Rudolf Hrušínský)
- 1980 Nesmrtelná odyssea
- 1981 Loutka, přítel člověka
- 1984 Svätohor
- 1984 Houpačka
- 1985 Zbierka zaujímavostí (scénář TV filmu, r. Peter Hledík)
- 1986 Odyssea (spolupráce na scénáři, r. Jiří Tyller)
- 1986 Salar (středometrážní, kreslený, na motivy románu Salar the Salmon /1935/ Henry Williamsona, výtvarník Jiří Ptáček)
- 1987 Putovanie kukučky Kukulienky (výtvarník František Braun, vypravěč Gustáv Valach)
- 1990 O třech malých princezničkách
- 1992 Labyrint srdce
- 1993 Indiánská princezna

TV seriálová tvorba pro český a slovenský Večerníček:
- 1975 Příběhy z manéže (výtvarník Zdeněk Seydl, vypravěč Miloš Kopecký)
- 1975 Samá voda
- 1976 Příhody z našeho domu
- 1978 Dobrodružství Péti Světošlápka (výtvarník Dagmar Doubková, vypravěč Eduard Cupák)
- 1979 Rozprávky naopak (vypravěč Leopold Haverl)
- 1980 Vihuela a Kuklík (výtvarník Antonín Stoják, Václav Mergl)
- 1980 Pohádkový dědeček
- 1982 Petrík a Lucka v krajine púpav (výtvarník Radek Pilař)
- 1983 Kluci a hvězda (vypravěč Václav Postránecký)
- 1984 Jarníčky (výtvarník Eva Galová-Vodrážková, vypravěč Dušan Jamrich)
- 1986 Čo to zvoní, čo to hrká?
- 1987 Rok se skřítkem Vítkem (vypravěč Aťka Janoušková, výtvarník Radek Pilař, hudba Vladimír Merta)
- 1988 Koulelo se jablíčko (výtvarník Antonín Stoják)
- 1989 Félix a rúrka (výtvarník Antonín Stoják)
- 1990-1991 Čtyřlístek (nedokončeno, vznikly pouze 3 epizody)
- 1992 Kamenáčik (výtvarník Zdeněk Smetana, vypravěč Boris Farkaš,)
- 1996 Pasáček Asaf
- 1997 Skopičinky a malůvky Mistra Libora Vojkůvky (výtvarník a hlavní role Libor Vojkůvka, vypravěč Josef Dvořák, hudba Petr Skoumal)
- 1999 Štuclinka a Zachumlánek
- 2005 Honzík a Samuel aneb Kudy vede cesta na sever (výtvarník Gabriel Filcík, hudba Jaroslav Uhlíř)
- 2008-2009 Malý král